# Çorlu
Çorlu – miasto w europejskiej części Turcji w prowincji Tekirdağ.
Według danych na rok 2023 miasto zamieszkiwało 210 362 osób.
W mieście znajduje się stadion General Basri Saran, na którym swoje mecze rozgrywa drużyna piłkarska Çorluspor SK. Stadion może pomieścić 5 000 widzów.

## Miasta partnerskie
- Aden, Jemen
- Kumanovo, Macedonia
- Thies, Senegal
- Ebolowa, Kamerun
- Bandaressalam(inne języki), Komory
- Synopa, Turcja
- Montgomery (Alabama), USA
- Grenville, Grenada
- Luxor, Egipt
- Alert, Kanada